# Križpot
Križpot (italijansko Crociata, nekoč Crociata di Prebenico) je obmejna vas v Občini Dolina dežele Furlanija - Julijska krajina na severovzhodu Italije. Na slovenski strani državne meje je Osp.